# Keiferia lycopersicella
Keiferia lycopersicella (tên tiếng Anh: Tomato Pinworm) là một loài bướm đêm thuộc họ Gelechiidae. Nó được tìm thấy ở warm areas in México, California, Texas, Georgia, Florida, Hawaii, Cuba, Haiti và Bahamas. It has also been reported from greenhouses in Delaware, Mississippi, Missouri, Pennsylvania và Virginia.
Sải cánh dài 9–12 mm. Có từ 7-8 thế hệ một năm.
Ấu trùng ăn các loài Solanaceae, bao gồm Lycopersicon esculentum, Solanum melongena, Solanum tuberosum, Solanum carolinense, Solanum xanthii, Solanum umbelliferum và Solanum bahamese. Ấu trùng non dùng tơ để làm tổ kén.